# Liste des manuscrits du Nouveau Testament en onciales grecques

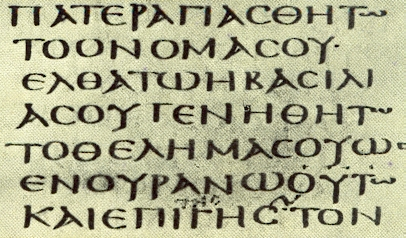
Codex Sinaiticus, Luc 11, 2

Il existe quatre classes de manuscrits du Nouveau Testament grec : les papyrus (on trouve parfois le latin pluriel papyri), les Onciales (ou majuscules), les cursives (ou minuscules) et les lectionnaires. Le second groupe de manuscrits est composé de ceux écrits sur parchemin en lettres onciales. Ces parchemins ont tous été réalisés entre le IIIe et le Xe siècle. Le nombre de ces manuscrits est supérieur à 322.
Un numéro d'ordre des manuscrits précédé d'un zéro (01, 02, 03, 04). Une lettre latine ou grecque pour les 45 premiers (א, A, B, C).

## Liste des principaux codex du Nouveau Testament en onciales grecques

### Onciales 01-045
Remarques :
- Les quatre premiers manuscrits (א, A, B, C) sont des bibles, avec la Septante avant le NT.
- Les manuscrits D.05, D.06, E.08, F.010, G.012 et Δ.037 sont bilingues grecs-latins ; T.029 est un bilingue grec-copte.
- Les manuscrits C.04, P.024, P.025, Q.026, R.027, Z.035 et Ξ.040 ont été effacés et réécrits, ce sont des palimpsestes.
- Dans les manuscrits K.018, X.033 et Ξ.040, le texte biblique est accompagné d'un commentaire.

| #                     | Signe | Nom                             | Date         | Contenu                                            | Bibliothèque N° d'inventaire | Ville                                                                                                 | Pays                                                                           |
| --------------------- | ----- | ------------------------------- | ------------ | -------------------------------------------------- | --- | --- | ------------------------------------------------------------------------------ |
| 01                    | א     | Codex Sinaiticus                | IVe siècle   | Évangiles, Paul, Actes, cath, Apocalypse           | British Library, Add. 43725 | Londres                                                                                               | Royaume-Uni                                                                    |
| 02                    | A     | Codex Alexandrinus              | Ve siècle    | Évangiles, Actes, cath, Paul, Apocalypse           | British Library, Royal 1 D. VIII | Londres                                                                                               | Royaume-Uni                                                                    |
| 03                    | B     | Codex Vaticanus                 | IVe siècle   | Évangiles, Actes, cath, Paul                       | Bibliothèque apostolique vaticane, Gr. 1209 | Rome                                                                                                  |                                                                                |
| 04                    | C     | Ephraemi Rescriptus             | Ve siècle    | Évangiles, Actes, cath, Paul, Apocalypse           | Bibliothèque nationale de France, Gr. 9 | Paris                                                                                                 | France                                                                         |
| 05                    | Dea   | Codex Bezae Cantabrigiensis     | Ve siècle    | Évangiles, Actes                                   | University Library, Nn. 2. 41 | Cambridge                                                                                             | Royaume-Uni                                                                    |
| 06                    | Dp    | Codex Claromontanus             | VIe siècle   | Paul + liste de livres bibliques (latin) + Hébreux | Bibliothèque nationale de France, Gr. 107 AB | Paris                                                                                                 | France                                                                         |
| 07                    | Ee    | Codex Basilensis                | VIIIe siècle | Évangiles                                          | Universitätsbiblothek, AN III 12 | Bâle                                                                                                  | Suisse                                                                         |
| 08                    | Ea    | Codex Laudianus                 | VIe siècle   | Actes des Apôtres                                  | Bibliothèque bodléienne, Laud. Gr. 35 | Oxford                                                                                                | Royaume-Uni                                                                    |
| 09                    | Fe    | Codex Boreelianus               | IXe siècle   | Évangiles                                          | Bibliothèque universitaire, Ms. 1 | Utrecht                                                                                               | Pays-Bas                                                                       |
| 010                   | Fp    | Codex Augiensis                 | IXe siècle   | Paul + Hébreux en latin                            | Trinity College, B. XVII. 1 | Cambridge                                                                                             | Royaume-Uni                                                                    |
| 011                   | Ge    | Cod. Seidelianus I ou Wolfii A  | IXe siècle   | Évangiles                                          | British Library, Harley 5684 | Londres                                                                                               | Royaume-Uni                                                                    |
| 012                   | Gp    | Codex Boernerianus              | IXe siècle   | Paul, Hébreux manque                               | Sächsische Landesbibliothek, A 145b | Dresde                                                                                                | Allemagne                                                                      |
| 013                   | He    | Cod. Seidelianus II ou Wolfii B | IXe siècle   | Évangiles                                          | Staats- und Universitätsbibl., codex 91 Trinity College, B. XVII 20, 21 | Hambourg Cambridge                                                                                    | Allemagne Royaume-Uni                                                          |
| 014e                  | Ha    | Codex Mutinensis                | IXe siècle   | Actes, + cath et Paul en min. = 2125               | Bibliothèque Estense, A.V. 6.3. (G. 196) | Modène                                                                                                | Italie                                                                         |
| 015                   | Hp    | Codex Coislinianus              | VIe siècle   | Épîtres de Paul (fragments)                        | 1.Grande Laure, s. n. 2.Bibl. centr., F.301 3.Mus. hist., 563 4.Bibl. nat., F.270 5.BnF, suppl. gr. 1074 6.BnF, coislin 202 7.Bibl. nat. russe, Gr. 14 8.Bibl. Naz., A.1                                                    | 1.Mont Athos 2.Kiev 3-4.Moscou 5-6.Paris 7.St Pétersbourg 8.Turin                                     | 1.Grèce 2.Ukraine 3-4.Russie 5-6. France 7.Russie 8.Italie                     |
| 016                   | I     | Codex Freerianus                | Ve siècle    | Épîtres de Paul (fragments)                        | Smithsonian Institution, 06. 275 | Washington                                                                                            | États-Unis                                                                     |
| 017                   | Ke    | Codex Cyprius                   | IXe siècle   | Évangiles                                          | Bibliothèque nationale de France, Gr. 63 | Paris                                                                                                 | France                                                                         |
| 018                   | Kap   | Codex Mosquensis I              | IXe siècle   | cath, Paul                                         | Russie History Museum, V.93 | Moscou                                                                                                | Russie                                                                         |
| 019                   | Le    | Codex Regius                    | VIIIe siècle | Évangiles                                          | Bibliothèque nationale de France, Gr. 62 | Paris                                                                                                 | France                                                                         |
| 020                   | Lap   | Codex Angelicus                 | IXe siècle   | Actes, cath, Paul                                  | Biblioteca Angelica 39 | Rome                                                                                                  | Italie                                                                         |
| 021                   | M     | Codex Campianus                 | IXe siècle   | Évangiles                                          | Bibliothèque nationale de France, Gr. 48 | Paris                                                                                                 | France                                                                         |
| 022                   | N     | Codex Purpureus Petropolitanus  | VIe siècle   | Évangiles                                          | 1.Mus. byz, fgt 21,1 2.Lerma, A. Spinola 3.Brit. Lib., Cotton. Tit. C.XV 4.Pierpont Morgan Lib., 874 5.Mon. Ioannou, 67 6.Bibl. Vat., Gr. 2305 7. Bibl. nat. russe, Gr. 537 8.Mus. byz., 1 9.Öst. Nat. Bibl., Theol. gr. 31 | 1.Athènes 2.Alexandrie 3.Londres 4.New York 5.Patmos 6.Rome 7.St Pétersbourg 8.Thessalonique 9.Vienne | 1.Grèce 2.Italie 3.Roy.Uni 4.É-U 5.Grèce 6.Vatican 7.Russie 8.Grèce 9.Autriche |
| 023                   | O     | Codex Purpureus Sinopensis      | VIe siècle   | Matthieu (fragments)                               | Bibliothèque nationale de France, Gr. 1286 | Paris                                                                                                 | France                                                                         |
| 024                   | Pe    | Guelferbytanus A                | VIe siècle   | Évangiles (fragments)                              | Herzog August Bibliothek, cod. Weißenburg 64 | Wolfenbüttel                                                                                          | Allemagne                                                                      |
| 025                   | Papr  | Porphyrianus                    | IXe siècle   | Actes, cath, Paul, Apocalypse                      | Bibliothèque nationale russe, Gr. 225 | Saint-Pétersbourg                                                                                     | Russie                                                                         |
| 026                   | Q     | Guelferbytanus B                | Ve siècle    | Luc, Jean (fragments)                              | Herzog August Bibliothek, cod. Weißenburg 64 | Wolfenbüttel                                                                                          | Allemagne                                                                      |
| 027                   | R     | Codex Nitriensis                | VIe siècle   | Luc (fragments)                                    | British Library, Add. 17211 | Londres                                                                                               | Royaume-Uni                                                                    |
| 028                   | S     | Vaticanus 354                   | 949          | Évangiles                                          | Bibliothèque apostolique vaticane, Gr. 354 | Rome                                                                                                  |                                                                                |
| 029 =0113 =0125 =0139 | T     | Codex Borgianus                 | Ve siècle    | Luc, Jean                                          | 1. Pierpont Morgan Lib., M 664A 2.BnF, copt. 129,7-10 3.Bibl. Vat., Borgia Coptic 109 | 1.New York 2.Paris 3.Rome                                                                             | 1.É-U 2.France                                                                 |
| 030                   | U     | Codex Nanianus                  | IXe siècle   | Évangiles                                          | Biblioteca Marciana, 1397(I,8) | Venise                                                                                                | Italie                                                                         |
| 031                   | V     | Codex Mosquensis II             | IXe siècle   | Évangiles                                          | Musée historique d'État, V. 9, S. 399 | Moscou                                                                                                | Russie                                                                         |
| 032                   | W     | Codex Washingtonianus           | Ve siècle    | Évangiles                                          | Smithsonian Institution, 06. 274 | Washington                                                                                            | États-Unis                                                                     |
| 033                   | X     | Codex Monacensis                | Xe siècle    | Évangiles                                          | Université Louis-et-Maximilien de Munich 2° codex manuscript 30 | Munich                                                                                                | Allemagne                                                                      |
| 034                   | Y     | Codex Macedoniensis             | IXe siècle   | Évangiles                                          | Bibliothèque de l'Université de Cambridge, Add. 6594 | Cambridge                                                                                             | Royaume-Uni                                                                    |
| 035                   | Z     | Codex Dublinensis               | VIe siècle   | Matthieu (fragments)                               | Trinity College (Dublin), Ms. 32 | Dublin                                                                                                | Irlande                                                                        |
| 036                   | Γ     | Tischendorfianus IV             | Xe siècle    | Évangiles                                          | Bibliothèque bodléienne, Auct. T. infr. 2.2 Bibliothèque nationale russe, Gr 33 | Oxford Saint-Pétersbourg                                                                              | Royaume-Uni Russie                                                             |
| 037                   | Δ     | Codex Sangallensis              | IXe siècle   | Évangiles                                          | St. Gallen Stiftsbibliothek, 48 | Saint-Gall                                                                                            | Suisse                                                                         |
| 038                   | Θ     | Codex Coridethianus             | IXe siècle   | Évangiles                                          | Institut des manuscrits, Gr. 28 | Tbilissi                                                                                              | Géorgie                                                                        |
| 039                   | Λ     | Tischendorfianus III            | IXe siècle   | Luc, Jean                                          | Bibliothèque bodléienne, Auct. T. inf. 1.1 | Oxford                                                                                                | Royaume-Uni                                                                    |
| 040                   | Ξ     | Codex Zacynthius                | VIe siècle   | Luc (fragments)                                    | University Library, BFBS Ms 213 | Cambridge                                                                                             | Royaume-Uni                                                                    |
| 041                   | Π     | Codex Petropolitanus            | IXe siècle   | Évangiles                                          | Bibliothèque nationale russe, Gr. 34 | Saint-Pétersbourg                                                                                     | Russie                                                                         |
| 042                   | Σ     | Codex Purpureus Rossanensis     | VIe siècle   | Matthieu, Marc                                     | Diocesian Museum, Cathedral | Rossano, Calabro                                                                                      | Italie                                                                         |
| 043                   | Φ     | Codex Purpureus Beratinus       | VIe siècle   | Matthieu, Marc                                     | Staatsarchiv, Nr. 1 | Tirana                                                                                                | Albanie                                                                        |
| 044                   | Ψ     | Athous Lavrensis                | ca. 900      | Évangiles, Actes, cath, Paul                       | Grande Laure, B΄ 52 | Mont Athos                                                                                            | Grèce                                                                          |
| 045                   | Ω     | Athos Dionysius                 | IXe siècle   | Évangiles                                          | Dionysiou, 10 (55) | Mont Athos                                                                                            | Grèce                                                                          |

### Onciales 046-0318
| #                                                         | Nom                 | Date                    | Contenu                              | Bibliothèque No. d'Inventaire | Ville                                 | Pays                                    |
| --------------------------------------------------------- | ------------------- | ----------------------- | ------------------------------------ | --- | ------------------------------------- | --------------------------------------- |
| 046                                                       | Vaticanus 2066      | Xe siècle               | Apocalypse                           | Bibliothèque du Vatican, Gr. 2066 | Rome                                  |                                         |
| 047                                                       | Onciale 047         | VIIIe siècle            | Évangiles                            | Princeton University, Μed. and Ren. Mss, Garrett 1                                                                                    | Princeton                             | États-Unis                              |
| 048                                                       | Vaticanus 2061      | Ve siècle               | Actes, Épîtres cath., Paul           | Bibliothèque du Vatican, Gr. 2061 | Rome                                  |                                         |
| 049                                                       |                     | IXe siècle              | Actes, Épîtres cath., Paul           | Grande Laure, A'88 | Mont Athos                            | Grèce                                   |
| 050                                                       |                     | IXe siècle              | Évangile selon Jean                  | Bibliothèque nationale de Grèce, 1371 Dionysiou, 2(71) Musée historique d'État, V. 29, S. 119 Christ Church, Wake 2,3                 | Athènes Mont Athos Moscou Oxford      | Grèce Russie Royaume-Uni                |
| 051                                                       | Ath. Pantocrator    | Xe siècle               | Apocalypse                           | Monastère de Pantocrator, 44 | Mont Athos                            | Grèce                                   |
| 052                                                       | Pantelejmonos       | Xe siècle               | Apocalypse                           | Monastère de Panteleimon, 99,2 | Mont Athos                            | Grèce                                   |
| 053                                                       |                     | IXe siècle              | Évangile selon Luc                   | Bayerische Staatsbibliothek, Gr. 208                                                                                                  | Munich                                | Allemagne                               |
| 054                                                       | Barberini           | VIIIe siècle            | Évangile selon Jean                  | Bibliothèque du Vatican, Barberiani Gr. 521                                                                                           | Rome                                  |                                         |
| 055                                                       |                     | XIe siècle              | Évangiles                            | Bibliothèque nationale de France, Gr. 201                                                                                             | Paris                                 | France                                  |
| 056                                                       |                     | Xe siècle               | Actes, Épîtres de Paul               | Bibliothèque nationale de France, Coislin Gr. 26                                                                                      | Paris                                 | France                                  |
| 057                                                       |                     | 400                     | Actes des Apôtres                    | Musées d'État de Berlin, P. 9808 | Berlin                                | Allemagne                               |
| 058                                                       |                     | IVe siècle              | Matthieu                             | Österreichische Nationalbibliothek, Pap. G. 39782                                                                                     | Vienne                                | Autriche                                |
| 059 =0215                                                 |                     | 400                     | Évangile selon Marc                  | Österreichische Nationalbibliothek, Pap. G. 39779, Pap. G. 36112                                                                      | Vienne                                | Autriche                                |
| 060                                                       |                     | Ve siècle               | Évangile selon Jean 14               | Musées nationaux de Berlin, P. 5877                                                                                                   | Berlin                                | Allemagne                               |
| 061                                                       |                     | Ve siècle               | 1 Timothée                           | Louvre, Ms. E 7332 | Paris                                 | France                                  |
| 062                                                       |                     | Ve siècle               | Galates                              | Qubbat al-Khazna | Damas                                 | Syrie                                   |
| 063=0117                                                  |                     | IXe siècle              | Luc, Jean                            | Vatopedi 1219 Musée historique d'État, V. 137, 181 Bibliothèque nationale de France                                                   | Athos Moscou Paris                    | Grèce Russie France                     |
| 064 =074 =090                                             |                     | VIe siècle              | Matthieu, Marc                       | Bibl. nat. Vernadsky d’Ukraine, Petrov 17 Monastère Sainte-Catherine, Sinai Harris 10 Bibliothèque nationale de Russie, Gr. 276       | Kiev Sinaï St. Pétersbourg            | Ukraine Égypte Russie                   |
| 065                                                       |                     | VIe siècle              | Jean                                 | Bibliothèque nationale de Russie, Gr. 6 I                                                                                             | St. Pétersbourg                       | Russie                                  |
| 066                                                       |                     | VIe siècle              | Actes                                | Bibliothèque nationale de Russie, Gr 6 II                                                                                             | St. Pétersbourg                       | Russie                                  |
| 067                                                       |                     | VIe siècle              | Matthieu, and Marc                   | Bibliothèque nationale de Russie, Gr 6 III                                                                                            | St. Pétersbourg                       | Russie                                  |
| 068                                                       |                     | Ve siècle               | Jean 16                              | British Library, Add. 17136 | Londres                               | Royaume-Uni                             |
| 069                                                       |                     | Ve siècle               | Marc 10-11                           | Université de Chicago, Oriental Institute 2057                                                                                        | Chicago                               | États-Unis                              |
| 070 =0110 =0124=0178=0179 =0180=0190=0191 =0193=0194=0202 |                     | VIe siècle              | Luc, and Jean                        | Bibliothèque nationale de France, Copt. 132 Clarendon Press; b. 2 Österreichische Nationalbibl., 1 f British Library, Or. 3579 B [29] | Paris Oxford Vienne Londres           | France Royaume-Uni Autriche Royaume-Uni |
| 071                                                       |                     | c. 500                  | Matthieu 1, 25                       | Université Harvard, Semitic museum 3735                                                                                               | Cambridge, Massachusetts              | États-Unis                              |
| 072                                                       |                     | 500                     | Marc 2-3                             | Qubbat al-Khazna | Damas                                 | Syrie                                   |
| 073=084                                                   |                     | VIe siècle              | Matthieu 14-15 †                     | Sinaï, Harris 7 Bibliothèque nationale russe, Gr. 277                                                                                 | Sinaï St. Pétersbourg                 | Égypte Russie                           |
| 074                                                       |                     | VIe siècle              | Matthieu                             | Monastère Sainte-Catherine, Sinai Harris 10                                                                                           | Sinaï                                 | Égypte                                  |
| 075                                                       |                     | Xe siècle               | Épîtres de Paul                      | Εθνική Βιβλιοθήκη | Athènes                               | Grèce                                   |
| 076                                                       |                     | 500                     | Actes des Apôtres 2                  | Pierpont Morgan Library, Pap. G. 8 | New York                              | États-Unis                              |
| 077                                                       |                     | Ve siècle               | Actes des Apôtres 13                 | Sinaï, Harris App. 5 | Sinaï                                 | Égypte                                  |
| 078                                                       |                     | VIe siècle              | Marc, Luc, Jean                      | Bibliothèque nationale russe, Gr. 13, fol. 1-7                                                                                        | St. Pétersbourg                       | Russie                                  |
| 079                                                       |                     | VIe siècle              | Luc                                  | Bibliothèque nationale russe, Gr. 13, fol. 8-10                                                                                       | St. Pétersbourg                       | Russie                                  |
| 080                                                       |                     | VIe siècle              | Marc 9-10                            | Bibliothèque nationale russe, Gr. 275 (3) Patriarcat orthodoxe 496                                                                    | St. Pétersbourg Alexandrie            | Russie Égypte                           |
| 081                                                       |                     | VIe siècle              | 2 Cor 1-2                            | Bibliothèque nationale russe, Gr. 9                                                                                                   | St. Pétersbourg                       | Russie                                  |
| 082                                                       |                     | VIe siècle              | Éphésiens 4                          | Musée historique d'État, V, 108 | Moscou                                | Russie                                  |
| 083 =0112 =0235                                           |                     | 500                     | Jean 1-4, Marc 14-16 Marc 13         | Bibliothèque nationale russe, Gr. 10 Sinai Harris 12, 4 ff Bibliothèque nationale russe                                               | St. Pétersbourg Sinaï St. Pétersbourg | Russie Égypte Russie                    |
| 084                                                       |                     |                         | Matthieu 15 †                        | Bibliothèque nationale russe, Gr. 277                                                                                                 | St. Pétersbourg                       | Russie                                  |
| 085                                                       |                     | VIe siècle              | Matthieu 20, 22                      | Bibliothèque nationale russe, Gr. 714                                                                                                 | St. Pétersbourg                       | Russie                                  |
| 086                                                       |                     | VIe siècle              | Jean 1,3-4                           | British Library, Or. 5707 | Londres                               | Royaume-Uni                             |
| 087=092b                                                  |                     | VIe siècle              | Matthieu 1-2, 19, 21 Jean 18 Marc 12 | Bibliothèque nationale russe, Gr. 12.278 Sinaï 218 Sinai Harris 11, 1 f                                                               | St. Pétersbourg Sinaï                 | Russie Égypte                           |
| 088                                                       |                     | 500                     | 1 Cor 15:53-16:9, Tite 1:1-13        | Bibliothèque nationale russe, Gr. 6, II                                                                                               | St. Pétersbourg                       | Russie                                  |
| 089=092a                                                  |                     | VIe siècle              | Matthieu 26,2-19                     | Bibliothèque nationale russe, Gr. 280 Monastère Sainte-Catherine                                                                      | St. Pétersbourg Sinaï                 | Russie Égypte                           |
| 090                                                       |                     | VIe siècle              |                                      | Bibliothèque nationale de Russie, Gr. 276                                                                                             | St. Pétersbourg                       | Russie                                  |
| 091                                                       |                     | VIe siècle              | Jean 6                               | Bibliothèque nationale russe, Gr. 279                                                                                                 | St. Pétersbourg                       | Russie                                  |
| 092a                                                      |                     | VIe siècle              | Matthieu 26,4-7.10-12                | Monastère Sainte-Catherine | Sinaï                                 | Égypte                                  |
| 092b                                                      |                     | VIe siècle              |                                      | Monastère Sainte-Catherine (Sinai Harris 11, 1 f.)                                                                                    | Sinaï                                 | Égypte                                  |
| 093                                                       |                     | VIe siècle              | Actes 24,22-25,5, 1 Pierre 2:22-3:7  | Bibliothèque de l'Université, Taylor-Schechter Coll. 12,189                                                                           | Cambridge                             | Royaume-Uni                             |
| 094                                                       |                     | VIe siècle              | Matthieu 24,9-21                     | Εθνική Βιβλιοθήκη, Or. 2106 | Athènes                               | Grèce                                   |
| 095=0123                                                  |                     | VIIIe siècle            | Actes des Apôtres 2,45-3,8           | Bibliothèque nationale russe, Gr. 17; Gr. 49                                                                                          | St. Pétersbourg                       | Russie                                  |
| 096                                                       |                     | VIIe siècle             | Actes des Apôtres 2,26               | Bibliothèque nationale russe, Gr. 19                                                                                                  | St. Pétersbourg                       | Russie                                  |
| 097                                                       |                     | VIIe siècle             | Actes des Apôtres 13 †               | Bibliothèque nationale russe, Gr. 18                                                                                                  | St. Pétersbourg                       | Russie                                  |
| 098                                                       |                     | VIIe siècle             | 2 Corinthiens 11                     | Biblioteca della Badia, Z' a' 24 | Grottaferrata                         | Italie                                  |
| 099                                                       |                     | VIIe siècle             | Évangile selon Marc 16 †             | Bibliothèque nationale de France, Copt. 129,8                                                                                         | Paris                                 | France                                  |
| 0100=0195                                                 |                     | VIIIe siècle            | Évangile selon Jean 20 †             | Bibliothèque nationale de France, Copt. 129,10                                                                                        | Paris                                 | France                                  |
| 0101                                                      |                     | VIIIe siècle            | Évangile selon Jean 1                | Bibliothèque nationale autrichienne, Pap. G. 39780                                                                                    | Vienne                                | Autriche                                |
| 0102=0138                                                 |                     | VIIe siècle             | Évangile selon Luc 3-4               | Vatopedi 1219; Bibliothèque nationale de France, Gr. 1155                                                                             | Athos Paris                           | Grèce France                            |
| 0103                                                      |                     | VIIe siècle             | Évangile selon Marc 13-14            | Bibl. nat. de France, Suppl. Gr. 726, ff. 6-7                                                                                         | Paris                                 | France                                  |
| 0104                                                      |                     | VIe siècle              | Matthieu 23 †; Marc 13-14 †          | Bibl. nat. de France, Suppl. Gr. 726, ff. 1-5, 8-10                                                                                   | Paris                                 | France                                  |
| 0105                                                      |                     | Xe siècle               | Évangile selon Jean 6-7              | Bibliothèque nationale autrichienne, Suppl. Gr. 121                                                                                   | Vienne                                | Autriche                                |
| 0106=0119                                                 |                     | VIIe siècle             | Évangile selon Matthieu 12-15        | Bibliothèque nationale russe, Gr. 16 Université de Leipzig, Cod. Gr. 7,4 ff Selly Oal College                                         | St. Pétersbourg Leipzig Birmingham    | Russie Allemagne Royaume-Uni            |
| 0107                                                      |                     | VIIe siècle             | Matthieu 22-23; Marc 4-5             | Bibliothèque nationale russe, Gr. 11                                                                                                  | St. Pétersbourg                       | Russie                                  |
| 0108                                                      |                     | VIIe siècle             | Évangile selon Luc 11                | Bibliothèque nationale russe, Gr. 22                                                                                                  | Saint-Pétersbourg                     | Russie                                  |
| 0109                                                      |                     | VIIe siècle             | Évangile selon Jean 16-18            | Musées d'État de Berlin, P. 5010 | Berlin                                | Allemagne                               |
| 0110                                                      |                     | VIe siècle              | Évangile selon Jean 8,13-22          | British Library, Add. 34274 | Londres                               | Royaume-Uni                             |
| 0111                                                      |                     | VIIe siècle             | 2 Thessaloniciens 1,1-2,2            | Musées d'État de Berlin, P. 5013 | Berlin                                | Allemagne                               |
| 0112                                                      |                     |                         |                                      | |                                       |                                         |
| 0113                                                      |                     |                         |                                      | |                                       |                                         |
| 0114                                                      |                     | VIIIe siècle            | Évangile selon Jean 20 †             | Bibl. nat. de France, Copt. 129.10, f. 198                                                                                            | Paris                                 | France                                  |
| 0115                                                      |                     | 900                     | Évangile selon Luc 9-10 †            | Bibl. nat. de France, Suppl. Gr. 314, ff. 179, 180                                                                                    | Paris                                 | France                                  |
| 0116                                                      |                     | VIIIe siècle            | Matt 19-27 †; Marc 13-14; Luc 3-4 †  | Bibliothèque nationale de Naples, II C 15                                                                                             | Naples                                | Italie                                  |
| 0117                                                      |                     |                         |                                      | Bibliothèque nationale de France | Paris                                 | France                                  |
| 0118                                                      |                     | VIIIe siècle            | Évangile selon Matthieu 11 †         | Sinai Harris 6 | Sinaï                                 | Égypte                                  |
| 0119                                                      |                     | VIIe siècle             |                                      | Sinai Harris 8 | Sinaï                                 | Égypte                                  |
| 0120                                                      |                     | VIIIe siècle            | Actes des Apôtres                    | Bibliothèque du Vatican, Gr. 2302 | Vatican                               | Vatican                                 |
| 0121a                                                     |                     | Xe siècle               | 1 Corinthiens †                      | British Library, Harley 5613 | Londres                               | Royaume-Uni                             |
| 0121b                                                     | Codex Ruber         | Xe siècle               | Épître aux Hébreux †                 | Université de Hambourg, Cod. 50 | Hambourg                              | Allemagne                               |
| 0122                                                      |                     | Xe siècle               | Galates †, Hébreux †                 | Bibliothèque nationale de Russie, Gr. 32                                                                                              | St. Pétersbourg                       | Russie                                  |
| 0123                                                      |                     | VIIIe siècle            | Actes des Apôtres 2,22.26-28.45-3,2  | Bibliothèque nationale de Russie, Gr. 49, 1-2, frag.                                                                                  | St. Pétersbourg                       | Russie                                  |
| 0124                                                      |                     |                         |                                      | |                                       |                                         |
| 0125                                                      |                     |                         |                                      | |                                       |                                         |
| 0126                                                      |                     | VIIIe siècle            | Marc 5-6                             | Qubbat al-Khazna | Damas                                 | Syrie                                   |
| 0127                                                      |                     | VIIIe siècle            | Jean 2,2-11                          | Bibliothèque nat. de France, Copt. 129,10 fol. 207                                                                                    | Paris                                 | France                                  |
| 0128                                                      |                     | IXe siècle              | Matthieu 25,32-45                    | Bibliothèque nat. de France, Copt. 129,10 f. 208                                                                                      | Paris                                 | France                                  |
| 0129=0203                                                 |                     | ?                       | 1 Pierre †                           | Bibliothèque nat. de France, Copt. 129,11 f. 208                                                                                      | Paris                                 | France                                  |
| 0130                                                      |                     | IXe siècle              | Marc 1-2, Luc 1-2 †                  | Bibliothèque de l'abbaye de Saint-Gall, 18 fol. 143-146                                                                               | Saint-Gall                            | Suisse                                  |
| 0131                                                      |                     | IXe siècle              | Marc 7-9 †                           | Trinity College, B VIII, 5 | Cambridge                             | Royaume-Uni                             |
| 0132                                                      |                     | IXe siècle              | Évangile selon Marc 5 †              | Christ Church College, Wake 37, f. 237                                                                                                | Oxford                                | Royaume-Uni                             |
| 0133                                                      |                     | IXe siècle              | Matthieu †; Marc †                   | British Library Add. 31919 | Londres                               | Royaume-Uni                             |
| 0134                                                      |                     | VIIIe siècle            | Marc 3 †; 5 †                        | Bibliothèque bodléienne, Sedl. sup. 2, ff. 177-78                                                                                     | Oxford                                | Royaume-Uni                             |
| 0135                                                      |                     | IXe siècle              | Matthieu, Marc, Luc                  | Bibliothèque Ambrosienne, Q. 6 | Milan                                 | Italie                                  |
| 0136=0137                                                 |                     | IXe siècle              | Matthieu 14; 25-26 †                 | Bibliothèque nationale de Russie, Gr. 281                                                                                             | St. Pétersbourg                       | Russie                                  |
| 0137                                                      |                     | IXe siècle              | Évangile selon Matthieu 13 †         | Sinai Harris 9 | Sinaï                                 | Égypte                                  |
| 0138                                                      |                     |                         |                                      | |                                       |                                         |
| 0139                                                      |                     |                         |                                      | |                                       |                                         |
| 0140                                                      |                     | Xe siècle               | Actes des Apôtres 5                  | Sinai Harris App. 41 | Sinaï                                 | Égypte                                  |
| 0141                                                      |                     | Xe siècle               | Évangile selon Jean †                | Bibliothèque nationale de France, Gr. 209                                                                                             | Paris                                 | France                                  |
| 0142                                                      |                     | Xe siècle               | Actes, Paul, CE                      | Bayerische Staatsbibliothek, Gr. 375                                                                                                  | Munich                                | Allemagne                               |
| 0143                                                      |                     | VIe siècle              | Marc 8 †                             | Bibliothèque bodléienne, Gr. bibl. e, 5(P)                                                                                            | Oxford                                | Royaume-Uni                             |
| 0144                                                      |                     | VIIe siècle             | Marc 6 †                             | Kubbet el Chazne | Damas                                 | Syrie                                   |
| 0145                                                      |                     | VIIe siècle             | Jean 6                               | Kubbet el Chazne | Damas                                 | Syrie                                   |
| 0146                                                      |                     | VIIIe siècle            | Marc 10                              | Kubbet el Chazne | Damas                                 | Syrie                                   |
| 0147                                                      |                     | VIe siècle              | Luc 6                                | Kubbet el Chazne | Damas                                 | Syrie                                   |
| 0148                                                      |                     | VIIIe siècle            | Matthieu                             | Österreichische Nationalbibl., Gr. 106                                                                                                | Vienne                                | Autriche                                |
| 0149                                                      |                     | VIe siècle              | Marc                                 | |                                       |                                         |
| 0150                                                      |                     | IXe siècle              | Épîtres de Paul                      | Monastère Saint-Jean-le-Théologien, Ms 61                                                                                             | Patmos                                | Grèce                                   |
| 0151                                                      |                     | IXe siècle              | Épîtres de Paul                      | Monastère Saint-Jean-le-Théologien, Ms 62                                                                                             | Patmos                                | Grèce                                   |
| 0152                                                      | Talisman            |                         |                                      | |                                       |                                         |
| 0153                                                      | Ostracon            |                         | 2 Cor. 4,7; 2 Timothée 2,20          | Bibliothèque bodléienne | Oxford                                | Royaume-Uni                             |
| 0154                                                      |                     | IXe siècle              | Marc 10, 11                          | Kubbet el Chazne | Damas                                 | Syrie                                   |
| 0155                                                      |                     | IXe siècle              | Luc 3, 6                             | Kubbet el Chazne | Damas                                 | Syrie                                   |
| 0156                                                      |                     | VIe siècle              | 2 Pierre 3                           | Kubbet el Chazne | Damas                                 | Syrie                                   |
| 0157                                                      |                     | 700                     | 1 Jean 2                             | Kubbet el Chazne | Damas                                 | Syrie                                   |
| 0158                                                      |                     | 500                     | Galatians 1                          | Kubbet el Chazne | Damas                                 | Syrie                                   |
| 0159                                                      |                     | VIe siècle              | Éphésiens 4-5                        | Kubbet el Chazne | Damas                                 | Syrie                                   |
| 0160                                                      |                     | 400                     | Évangile selon Matthieu 26           | Musées d'État de Berlin, P. 9961 | Berlin                                | Allemagne                               |
| 0161                                                      |                     | VIIIe siècle            | Évangile selon Matthieu 22           | Bibliothèque nationale de Grèce, 139                                                                                                  | Athènes                               | Grèce                                   |
| 0162                                                      |                     | ca. 400                 | Jean 2,11-22                         | Metropolitan Museum of Art, 09. 182. 43 (P. Oxy. 847)                                                                                 | New York                              | U.S.                                    |
| 0163                                                      |                     | Ve siècle               | Apocalypse 16                        | Oriental Institute 9351 (P. Oxy. 848)                                                                                                 | Chicago                               | U.S.                                    |
| 0164                                                      |                     | 600                     | Matthieu 13                          | Musées nationaux de Berlin, P. 9108                                                                                                   | Berlin                                | Allemagne                               |
| 0165                                                      |                     | Ve siècle               | Actes 3-4                            | Musées nationaux de Berlin, P. 13271                                                                                                  | Berlin                                | Allemagne                               |
| 0166                                                      |                     | Ve siècle               | Actes 28 Jaques 1,11                 | Université de Heidelberg, Pap. 1357                                                                                                   | Heidelberg                            | Allemagne                               |
| 0167                                                      |                     | VIIe siècle             | Évangile selon Marc                  | Grande Laure, Lavra Δ' 61 Université catholique de Louvain, Omont no. 8                                                               | Mont Athos Louvain                    | Grèce Belgique                          |
| 0168                                                      |                     | VIIIe siècle            | Évangiles †                          | perdu | —                                     | —                                       |
| 0169                                                      |                     | IVe siècle              | Apocalypse 3-4                       | Princeton Theological Seminary, Pap. 5                                                                                                | Princeton                             | U.S.                                    |
| 0170                                                      |                     | 500                     | Évangile selon Matthieu 6 †          | Princeton Theological Seminary, Pap. 11                                                                                               | Princeton                             | U.S.                                    |
| 0171                                                      |                     | 300                     | Matthieu 10; Luc 22                  | Bibliothèque Laurentienne, PSI 2. 124 Musées nationaux de Berlin, P. 11863                                                            | Florence Berlin                       | Italie Allemagne                        |
| 0172                                                      |                     | Ve siècle               | Romains 1-2 †                        | Bibliothèque Laurentienne, PSI 4 | Florence                              | Italie                                  |
| 0173                                                      |                     | Ve siècle               | Épître de Jacques 1 †                | Bibliothèque Laurentienne, PSI 5 | Florence                              | Italie                                  |
| 0174                                                      |                     | Ve siècle               | Galates 2,5-6                        | Bibliothèque Laurentienne, PSI 118 | Florence                              | Italie                                  |
| 0175                                                      |                     | Ve siècle               | Actes 6 †                            | Bibliothèque Laurentienne, PSI 125 | Florence                              | Italie                                  |
| 0176                                                      |                     | 400                     | Galates 3 †                          | Bibliothèque Laurentienne, PSI 251 | Florence                              | Italie                                  |
| 0177                                                      |                     | Xe siècle               | Luc 1-2 †                            | Bibliothèque nationale autrichienne, Pap. K. 2698                                                                                     | Vienne                                | Autriche                                |
| 0178                                                      |                     |                         |                                      | |                                       |                                         |
| 0179                                                      |                     |                         |                                      | |                                       |                                         |
| 0180                                                      |                     |                         |                                      | |                                       |                                         |
| 0181                                                      |                     | 400                     | Luc 9-10                             | Bibliothèque nationale autrichienne, Pap. G. 39778                                                                                    | Vienne                                | Autriche                                |
| 0182                                                      |                     | Ve siècle               | Luc 19                               | Bibliothèque nationale autrichienne, Pap. G. 39781                                                                                    | Vienne                                | Autriche                                |
| 0183                                                      |                     | VIIe siècle             | 1. Thessaloniciens 3-4               | Bibliothèque nationale autrichienne, Pap. G. 39785                                                                                    | Vienne                                | Autriche                                |
| 0184                                                      |                     | VIe siècle              | Marc 15                              | Bibliothèque nationale autrichienne, Pap. K. 8662                                                                                     | Vienne                                | Autriche                                |
| 0185                                                      |                     | IVe siècle              | 1 Corinthiens 2, 3                   | Bibliothèque nationale autrichienne, Pap. G. 39787                                                                                    | Vienne                                | Autriche                                |
| 0186                                                      |                     | 500                     | 2 Corinthiens 4 †                    | Bibliothèque nationale autrichienne, Pap. G. 39788                                                                                    | Vienne                                | Autriche                                |
| 0187                                                      |                     | VIe siècle              | Marc 6                               | Université de Heidelberg, Pap. 1354                                                                                                   | Heidelberg                            | Allemagne                               |
| 0188                                                      |                     | IVe siècle              | Marc 11                              | Musées nationaux de Berlin, P. 13416                                                                                                  | Berlin                                | Allemagne                               |
| 0189                                                      |                     | 200                     | Actes des Apôtres 5,3-21             | Musées nationaux de Berlin, P. 11765                                                                                                  | Berlin                                | Allemagne                               |
| 0190                                                      |                     |                         |                                      | |                                       |                                         |
| 0191                                                      |                     |                         |                                      | |                                       |                                         |
| 0192                                                      | ℓ 1604              |                         |                                      | |                                       |                                         |
| 0193                                                      |                     |                         |                                      | |                                       |                                         |
| 0194                                                      |                     |                         |                                      | |                                       |                                         |
| 0195                                                      |                     | VIIe siècle             | Jean 20 †                            | Bibliothèque nationale de France | Paris                                 | France                                  |
| 0196                                                      |                     | IXe siècle              | Matthieu 5, Luc 24                   | Musée national de Damas | Damas                                 | Syrie                                   |
| 0197                                                      |                     | IXe siècle              | Matthieu 20; 22                      | Benedictine Abbey | Beuron                                | Allemagne                               |
| 0198                                                      |                     | VIe siècle              | Colossiens 3                         | British Library, Pap. 459 | Londres                               | Royaume-Uni                             |
| 0199                                                      |                     | 600                     | 1 Corinthies 11                      | British Library, Pap. 2077 B | Londres                               | Royaume-Uni                             |
| 0200                                                      |                     | VIIe siècle             | Matthieu 11                          | British Library Pap. 2077 C | Londres                               | Royaume-Uni                             |
| 0201                                                      |                     | Ve siècle               | 1 Corinthiens 12; 14                 | British Library, Pap. 2240 | Londres                               | Royaume-Uni                             |
| 0202                                                      |                     | VIe siècle              | Évangile selon Luc 8-9 †             | British Library, Or. 3570 B [29] |                                       |                                         |
| 0203                                                      |                     | IXe siècle              |                                      | British Library, Or. 3570 B [59] | Londres                               | Royaume-Uni                             |
| 0204                                                      |                     | VIIe siècle             | Matthieu 24                          | British Library, Gr. 4923 | Londres                               | Royaume-Uni                             |
| 0205                                                      |                     | VIIIe siècle            | Épître à Tite                        | Bibliothèque de l'Université de Cambridge, Or. 1699                                                                                   | Cambridge                             | Royaume-Uni                             |
| 0206                                                      |                     | IVe siècle              | 1 Pierre 5                           | United Theological Seminary (en), P. Oxy. 1353                                                                                        | Dayton                                | États-Unis                              |
| 0207                                                      |                     | IVe siècle              | Apocalypse 9,2-15                    | Bibliothèque Laurentienne, PSI 1166                                                                                                   | Florence                              | Italie                                  |
| 0208                                                      |                     | VIe siècle              | Colossiens 1-2, 1 Thessaloniciens 2  | Bayerische Staatsbibliothek, 29022 | Munich                                | Allemagne                               |
| 0209                                                      |                     | VIIe siècle             | Romains; 2 Corinthiens; 2 Pierre     | University of Michigan, Ms. 8, ff. 96, 106-112                                                                                        | Ann Arbor                             | U.S.                                    |
| 0210                                                      |                     | VIIe siècle             | Jean 5-6                             | Musées nationaux de Berlin, P. 3607, 3623                                                                                             | Berlin                                | Allemagne                               |
| 0211                                                      |                     | VIIe siècle             | Évangiles                            | Centre national des manuscrits de Géorgie, Gr. 27                                                                                     | Tbilissi                              | Géorgie                                 |
| 0212                                                      |                     | IIIe siècle             | Diatessaron                          | Université Yale, P. Dura 10 | New Haven                             | U.S.                                    |
| 0213                                                      |                     | c. 500                  | Marc 3                               | Österreichische Nationalbibl., Pap. G. 1384                                                                                           | Vienne                                | Autriche                                |
| 0214                                                      |                     | c. 400                  | Marc 8                               | Österreichische Nationalbibl., Pap. G. 29300                                                                                          | Vienne                                | Autriche                                |
| 0215                                                      |                     | c. 500                  | Marc 15,20-21,26-27                  | Österreichische Nationalbibl., Pap. G. 36112                                                                                          | Vienne                                | Autriche                                |
| 0216                                                      |                     | Ve siècle               | Jean 8-9                             | Österreichische Nationalbibl., Pap. G. 3081                                                                                           | Vienne                                | Autriche                                |
| 0217                                                      |                     | Ve siècle               | Jean 11-12                           | Österreichische Nationalbibl., Pap. G. 39212                                                                                          | Vienne                                | Autriche                                |
| 0218                                                      |                     | Ve siècle               | Jean 12                              | Österreichische Nationalbibl., Pap. G. 19892                                                                                          | Vienne                                | Autriche                                |
| 0219                                                      |                     | c. 400                  | Romains 2-9                          | Österreichische Nationalbibl., Pap. G. 36113, 26083                                                                                   | Vienne                                | Autriche                                |
| 0220                                                      |                     | c. 300                  | Romains 4,23-5,3; 5,8-13             | Martin Schøyen Collection, MS 113 | Oslo                                  | Norvège                                 |
| 0221                                                      |                     | IVe siècle              | Romains 5-6                          | Österreichische Nationalbibl., Pap. G. 19890                                                                                          | Vienne                                | Autriche                                |
| 0222                                                      |                     | IVe siècle              | 1 Corinthiens 9                      | Österreichische Nationalbibl., Pap. G. 29299                                                                                          | Vienne                                | Autriche                                |
| 0223                                                      |                     | VIe siècle              | 2 Corinthiens 1-2                    | Österreichische Nationalbibl., Pap. G. 3073                                                                                           | Vienne                                | Autriche                                |
| 0224                                                      |                     | 500                     | 2 Corinthiens 4 †                    | Österreichische Nationalbibl., Pap. G. 3075                                                                                           | Vienne                                | Autriche                                |
| 0225                                                      |                     | VIe siècle              | 2 Corinthiens 5-6, 8                 | Österreichische Nationalbibl., Pap. G. 19802                                                                                          | Vienne                                | Autriche                                |
| 0226                                                      |                     | Ve siècle               | 1 Thessaloniciens 4,16-5,5           | Österreichische Nationalbibl., Pap. G. 31489                                                                                          | Vienne                                | Autriche                                |
| 0227                                                      |                     | Ve siècle               | Hébreux 11                           | Österreichische Nationalbibl., Pap. G. 26055                                                                                          | Vienne                                | Autriche                                |
| 0228                                                      |                     | IVe siècle              | Hébreux 12                           | Österreichische Nationalbibl., Pap. G. 19888                                                                                          | Vienne                                | Autriche                                |
| 0229                                                      |                     | VIIIe siècle            | Apocalypse 18; 19                    | Bibliothèque Laurentienne, PSI 1296b                                                                                                  | Florence                              | Italie                                  |
| 0230                                                      |                     | IVe siècle              | Éphésiens 6                          | Bibliothèque Laurentienne, PSI 1306                                                                                                   | Florence                              | Italie                                  |
| 0231                                                      |                     | IVe siècle              | Évangile selon Matthieu 26-27        | Ashmolean Museum, P. Ant. 11 | Oxford                                | Royaume-Uni                             |
| 0232                                                      |                     | 500                     | Évangile selon Jean 26-27            | Ashmolean Museum, P. Ant. 12 | Oxford                                | Royaume-Uni                             |
| 0233                                                      |                     | VIIIe siècle            | Évangiles                            | Bible Museum (Ms. 1) | Münster                               | Allemagne                               |
| 0234                                                      |                     | VIIIe siècle            | Matthieu 28; Jean 1                  | Kubbet el Chazne | Damas                                 | Syrie                                   |
| 0235                                                      |                     | 500                     | Marc 13                              | Bibliothèque nationale de Russie | St. Pétersbourg                       | Russie                                  |
| 0236                                                      |                     | Ve siècle               | Actes 3                              | Musée Pouchkine, Golenishev Copt. 55                                                                                                  | Moscou                                | Russie                                  |
| 0237                                                      |                     | VIe siècle              | Matthieu 15                          | Österreichische Nationalbibl., Pap. K. 8023                                                                                           | Vienne                                | Autriche                                |
| 0238                                                      |                     | VIIIe siècle            | Jean 7                               | Österreichische Nationalbibl., Pap. K. 8668                                                                                           | Vienne                                | Autriche                                |
| 0239                                                      |                     | VIIe siècle             | Évangile selon Luc 2                 | British Library, Or. 4717 (16) | Londres                               | Royaume-Uni                             |
| 0240                                                      |                     | Ve siècle               | Tite 1                               | Centre des manuscrits, 2123 | Tbilissi                              | Géorgie                                 |
| 0241                                                      |                     | VIe siècle              | 1 Timothée 3-4                       | Bibliothèque Bodmer | Cologny                               | Suisse                                  |
| 0242                                                      |                     | IVe siècle              | Matthieu 8-9; 13                     | Musée copte du Caire, no. 71942 | Le Caire                              | Égypte                                  |
| 0243                                                      |                     | Xe siècle               | 1 Corinthiens 13-2 Corinthiens 13    | Biblioteca Marciana, 983 (II, 181) | Venise                                | Italie                                  |
| 0244                                                      |                     | Ve siècle               | Actes 11-12                          | Bibliothèque de l'Université, P.A.M. Khirbet Mird 8                                                                                   | Louvain-la-Neuve                      | Belgique                                |
| 0245                                                      |                     | VIe siècle              | 1 Jean 3-4                           | Selly Oak Colleges, Mingana Georg. 7                                                                                                  | Birmingham                            | Royaume-Uni                             |
| 0246                                                      |                     | VIe siècle              | Jacques 1                            | Westminster College | Cambridge                             | Royaume-Uni                             |
| 0247                                                      |                     | 500                     | 1 Pierre 5; 2 Pierre 1               | John Rylands Library, P. Copt. 20 | Manchester                            | Royaume-Uni                             |
| 0248                                                      |                     | IXe siècle              | Matthieu                             | Bibliothèque bodléienne, Auct. T 4.21, ff. 45-57, 91-145, 328-331                                                                     | Oxford                                | Royaume-Uni                             |
| 0249                                                      |                     | Xe siècle               | Matthieu 25                          | Bibliothèque bodléienne, Auct. T 4.21, ff. 326, 327                                                                                   | Oxford                                | Royaume-Uni                             |
| 0250                                                      | Climaci Rescriptus  | VIIIe siècle            | Évangiles †                          | Westminster College 33 ff. | Cambridge                             | Royaume-Uni                             |
| 0251                                                      |                     | VIe siècle              | 3 Jean 12-15; Jude 3-5               | Louvre, S.N. 121 | Paris                                 | France                                  |
| 0252                                                      | Pap. Barcinonensis  | Ve siècle               | Hébreux 6                            | Fundación Sant Lluc Evangelista (en), P. Barc. 6                                                                                      | Barcelone                             | Espagne                                 |
| 0253                                                      |                     | VIe siècle              | Évangile selon Luc 10                | Kubbet el Chazne | Damas                                 | Syrie                                   |
| 0254                                                      |                     | Ve siècle               | Galates 5                            | Kubbet el Chazne | Damas                                 | Syrie                                   |
| 0255                                                      |                     | IXe siècle              | Matthieu 26; 27                      | Kubbet el Chazne | Damas                                 | Syrie                                   |
| 0256                                                      |                     | VIIIe siècle            | Jean 6                               | Österreichische Nationalbibl., Pap. G. 26084                                                                                          | Vienne                                | Autriche                                |
| 0257                                                      |                     | IXe siècle              | Matthieu 5-26; Marc 6-16             | Monastère d'Agiou Nikanoros | Zavorda                               | Turquie                                 |
| 0258                                                      |                     | ?                       | Évangile selon Jean 10               | Location unknown | —                                     | —                                       |
| 0259                                                      |                     | VIIe siècle             | 1 Timothée 1                         | Musées d'État de Berlin, P. 3605 | Berlin                                | Allemagne                               |
| 0260                                                      |                     | VIe siècle              | Jean 1                               | Musées d'État de Berlin, P. 5542 | Berlin                                | Allemagne                               |
| 0261                                                      |                     | Ve siècle               | Galates 1; 4                         | Musées d'État de Berlin, P. 6791, 6792, 14043                                                                                         | Berlin                                | Allemagne                               |
| 0262                                                      |                     | VIIe siècle             | 1 Timothée 1                         | Musées d'État de Berlin, P. 13977 | Berlin                                | Allemagne                               |
| 0263                                                      |                     | VIe siècle              | Marc 5                               | Musées d'État de Berlin, P. 14045 | Berlin                                | Allemagne                               |
| 0264                                                      |                     | Ve siècle               | Jean 8                               | Musées d'État de Berlin, P. 14049 | Berlin                                | Allemagne                               |
| 0265                                                      |                     | VIe siècle              | Évangile selon Luc 7                 | Musées d'État de Berlin, P. 16994 | Berlin                                | Allemagne                               |
| 0266                                                      |                     | VIe siècle              | Évangile selon Luc 20                | Musées d'État de Berlin, P. 17034 | Berlin                                | Allemagne                               |
| 0267                                                      |                     | Ve siècle               | Évangile selon Luc 8                 | Fundación Sant Lluc Evangelista, P. Barc. 16                                                                                          | Barcelone                             | Espagne                                 |
| 0268                                                      |                     | VIIe siècle             | Jean 1                               | Musées d'État de Berlin, P. 6790 | Berlin                                | Allemagne                               |
| 0269                                                      |                     | IXe siècle              | Marc 6                               | British Library, Add. 31919, f. 23 | Londres                               | Royaume-Uni                             |
| 0270                                                      |                     | 500                     | 1 Corinthiens 15                     | Université d'Amsterdam, GK 200 | Amsterdam                             | Pays-Bas                                |
| 0271                                                      |                     | IXe siècle              | Matthieu 12                          | British Library, Add. 31919, f. 22 | Londres                               | Royaume-Uni                             |
| 0272                                                      |                     | IXe siècle              | Évangile selon Luc 16-17; 19         | British Library, Add. 31919, f. 21, 98, 100                                                                                           | Londres                               | Royaume-Uni                             |
| 0273                                                      |                     | IXe siècle              | Jean 2-3†; 4†; 5-6†                  | British Library, Add. 31919, f. 29, 99, 100                                                                                           | Londres                               | Royaume-Uni                             |
| 0274                                                      |                     | Ve siècle               | Marc 6-10†                           | Musée copte du Caire, 6569/6571 | Le Caire                              | Royaume-Uni                             |
| 0275                                                      |                     | VIIe siècle             | Matthieu 5                           | Trinity College, TCD PAP F 138 | Dublin                                | Irlande                                 |
| 0276                                                      |                     | VIIIe siècle            | Marc 14-15                           | Louvre, 10039b | Paris                                 | France                                  |
| 0277                                                      |                     | 700                     | Matthieu 14                          | Instituto Papirologico "G. Vitelli", PSI Inv. CNR 32 C                                                                                | Florence                              | Italie                                  |
| 0278                                                      |                     | IXe siècle              | Épîtres de Paul                      | Monastère Sainte-Catherine, N.E. ΜΓ 2                                                                                                 | Sinaï                                 | Égypte                                  |
| 0279                                                      |                     | 800                     | Évangile selon Luc 8; 2              | Monastère Sainte-Catherine, N.E. ΜΓ 15                                                                                                | Sinaï                                 | Égypte                                  |
| 0280                                                      |                     | VIIIe siècle            | Épître aux Hébreux                   | Monastère Sainte-Catherine, N.E. ΜΓ 15a                                                                                               | Sinaï                                 | Égypte                                  |
| 0281                                                      |                     | 700                     | Évangile selon Matthieu 6-27 †       | Monastère Sainte-Catherine, N.E. ΜΓ 29                                                                                                | Sinaï                                 | Égypte                                  |
| 0282                                                      |                     | VIe siècle              | Philémon 2; 3 †                      | Monastère Sainte-Catherine, N.E. ΜΓ 29a                                                                                               | Sinaï                                 | Égypte                                  |
| 0283                                                      |                     | IXe siècle              | Évangile selon Marc †                | Monastère Sainte-Catherine, N.E. ΜΓ 47                                                                                                | Sinaï                                 | Égypte                                  |
| 0284                                                      |                     | VIIIe siècle            | Matthieu 26; 27; 28 †                | Monastère Sainte-Catherine, N.E. ΜΓ 48                                                                                                | Sinaï                                 | Égypte                                  |
| 0285                                                      |                     | VIe siècle              | Épîtres de Paul †                    | Monastère Sainte-Catherine, N.E. ΜΓ 70                                                                                                | Sinaï                                 | Égypte                                  |
| 0286                                                      |                     | VIe siècle              | Matthieu 16:13-19; Jean 10,12-16     | Monastère Sainte-Catheriney, N.E. ΜΓ 72                                                                                               | Sinaï                                 | Égypte                                  |
| 0287                                                      |                     | IXe siècle              | Évangiles †                          | Monastère Sainte-Catherine, N.E. ΜΓ 97                                                                                                | Sinaï                                 | Égypte                                  |
| 0288                                                      |                     | IXe siècle              | Évangile selon Luc †                 | Monastère Sainte-Catherine, N.E. ΜΓ 98                                                                                                | Sinaï                                 | Égypte                                  |
| 0289                                                      |                     | 700                     | Romains — 1 Corinthiens              | Monastère Sainte-Catherinee, N.E. ΜΓ 99                                                                                               | Sinaï                                 | Égypte                                  |
| 0290                                                      |                     | IXe siècle              | Évangile selon Jean 18,4-20,2        | Monastère Sainte-Catherine, N.E. ΜΓ 102                                                                                               | Sinaï                                 | Égypte                                  |
| 0291                                                      |                     | 700                     | Évangile selon Luc 8-9               | Monastère Sainte-Catherine, N.E. ΜΓ 1                                                                                                 | Sinaï                                 | Égypte                                  |
| 0292                                                      |                     | VIe siècle              | Évangile selon Marc 6-7              | Monastère Sainte-Catherine, N.E. ΜΓ 2-4                                                                                               | Sinaï                                 | Égypte                                  |
| 0293                                                      |                     | 700                     | Matthieu 21; 26                      | Monastère Sainte-Catherine, N.E. ΜΓ 10                                                                                                | Sinaï                                 | Égypte                                  |
| 0294                                                      |                     | 700                     | Actes 14-15                          | Monastère Sainte-Catherine, N.E. ΜΓ 16                                                                                                | Sinaï                                 | Égypte                                  |
| 0295                                                      |                     | IXe siècle              | 2 Corinthiens 12,14-13,1             | Monastère St.-Catherine., N.E. ΜΓ 16, 27, 30, 42, 43, 47, 49                                                                          | Sinaï                                 | Égypte                                  |
| 0296                                                      |                     | VIe siècle              | 2 Corinthiens 7; 1 Jean 5            | Monastère Sainte-Catherine, N.E. ΜΓ 48, 53, 55                                                                                        | Sinaï                                 | Égypte                                  |
| 0297                                                      |                     | IXe siècle              | Matthieu 1; 5                        | British Library, Add. 31919, fol. 105, 108                                                                                            | Londres                               | Royaume-Uni                             |
| 0298                                                      |                     | 800                     | Matthieu 26                          | Fundación Sant Lluc Evangelista, P. Barc. 4                                                                                           | Barcelone                             | Espagne                                 |
| 0299                                                      |                     | c. 1000                 | Jean 20,1-7                          | Bibliothèque nationale de France, Copte 129, 10 fol. 199v                                                                             | Paris                                 | France                                  |
| 0300                                                      |                     | c. 600                  | Matthieu 20,2-17                     | Musée copte du Caire, 3525 | Le Caire                              | Égypte                                  |
| 0301                                                      |                     | Ve siècle               | Évangile selon Jean 17,1-4           | Martin Schøyen Collection, MS1367 | Oslo                                  | Norway                                  |
| 0302                                                      |                     | VIe siècle              | Évangile selon Jean 10,29-30         | Musées d'État de Berlin, P. 21315 | Berlin                                | Allemagne                               |
| 0303                                                      |                     | VIIe siècle             | Évangile selon Luc 13,17-29          | Bibliothèque nationale de France, Suppl. Gr. 1155 VII, fol. 19                                                                        | Paris                                 | France                                  |
| 0304                                                      |                     | IXe siècle              | Actes des Apôtres 6,5-7,13           | Bibliothèque nationale de France, Gr. 1126, fol. 160                                                                                  | Paris                                 | France                                  |
| 0305                                                      |                     | ?                       | Matthieu 20                          | Bibliothèque nationale de France, Copt. 133.2, fol. 3                                                                                 | Paris                                 | France                                  |
| 0306                                                      |                     | IXe siècle              | Évangile selon Jean 9                | Bibliothèque bodléienne, Selden Supra 9, fol. 114-120                                                                                 | Oxford                                | Royaume-Uni                             |
| 0307                                                      |                     | VIIe siècle             | Matt. 11-12; Marc 11-12; Luc 9-10,22 | Bibliothèque du Vatican, Gr. 2061 | Rome                                  |                                         |
| 0308                                                      |                     | Ve siècle               | Apocalypse 11                        | Sackler Library (en), P. Oxy. 4500 | Oxford                                | Royaume-Uni                             |
| 0309                                                      |                     | VIe siècle              | Évangile selon Jean 20               | Institut für Altertumskunde, université de Cologne, Inv. 806                                                                          | Cologne                               | Allemagne                               |
| 0310                                                      |                     | Xe siècle               | Tite 2,15-3,7                        | Université de Cambridge, Ms. Or. 161699                                                                                               | Cambridge                             | Royaume-Uni                             |
| 0311                                                      |                     | 800                     | Épître aux Romains 8,1-13            | De Hamel Collection, CCC, Gk. MS 1 | Cambridge                             | Royaume-Uni                             |
| 0312                                                      |                     | 300                     | Évangile selon Luc 5; 7              | De Hamel Collection, CCC, Gk. MS 2 | Cambridge                             | Royaume-Uni                             |
| 0313                                                      |                     | Ve siècle               | Évangile selon Marc 4,9.15           | De Hamel Collection, CCC, Gk. MS 3 | Cambridge                             | Royaume-Uni                             |
| 0314                                                      |                     | VIe siècle              | Évangile selon Jean 5,43             | De Hamel Collection, CCC, Gk. MS 4 | Cambridge                             | Royaume-Uni                             |
| 0315                                                      |                     | 400                     | Marc 2,9.21.25; 3,1-2                | De Hamel Collection, CCC, Gk. MS 5 | Cambridge                             | Royaume-Uni                             |
| 0316                                                      |                     | VIIe siècle             | Épître à Tite 18-25                  | Pierpont Morgan Library, M 597 f. II                                                                                                  | New York                              | États-Unis                              |
| 0317                                                      |                     | VIIe siècle?            | Évangile selon Marc 14               | Université de Cambridge, Mss. Or. 1700                                                                                                | Cambridge                             | Royaume-Uni                             |
| 0318                                                      |                     | VIIe siècle             | Évangile selon Marc 9-14             | Pierpont Morgan Library, M 661 | New York                              | États-Unis                              |
| 0319 (Dp)                                                 | Codex Claromontanus | VIe siècle              | Épîtres de Paul                      | Bibliothèque nationale de France, Gr. 107 AB                                                                                          | Paris                                 | France                                  |
| 0320 (Dabs1)                                              | Sangermanensis      | IXe siècle              | Épîtres de Paul                      | Bibliothèque nationale russe, Gr. 20                                                                                                  | Saint-Pétersbourg                     | Russie                                  |
| 0321                                                      |                     | Ve siècle               | Matthieu                             | Bibliothèque nationale russe, Gr. 6                                                                                                   | Saint-Pétersbourg                     | Russie                                  |
| 0322                                                      |                     | VIIIe siècle/IXe siècle | Évangile selon Marc                  | Patriarcat œcuménique, Triados 68 (75)                                                                                                | Istanbul                              | Turquie                                 |